# Marine nationale dans l'Ouest de la France en 1917
En 1917, la Marine nationale déploie une importante flotte dans le Finistère afin de protéger les côtes françaises.

## Contexte

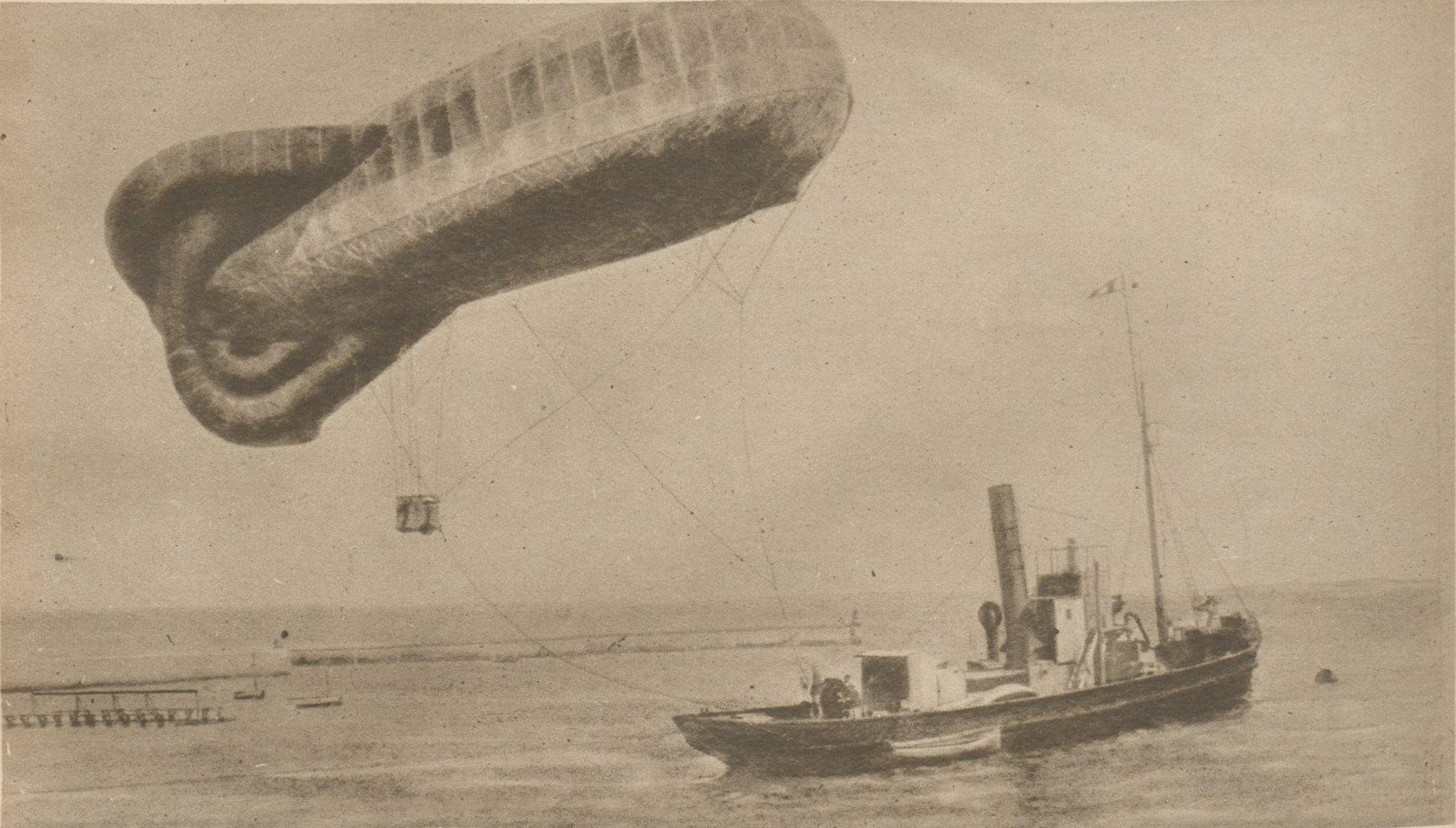
Un ballon captif chargé de la lutte contre les sous-marins sur les côtes françaises en 1917.

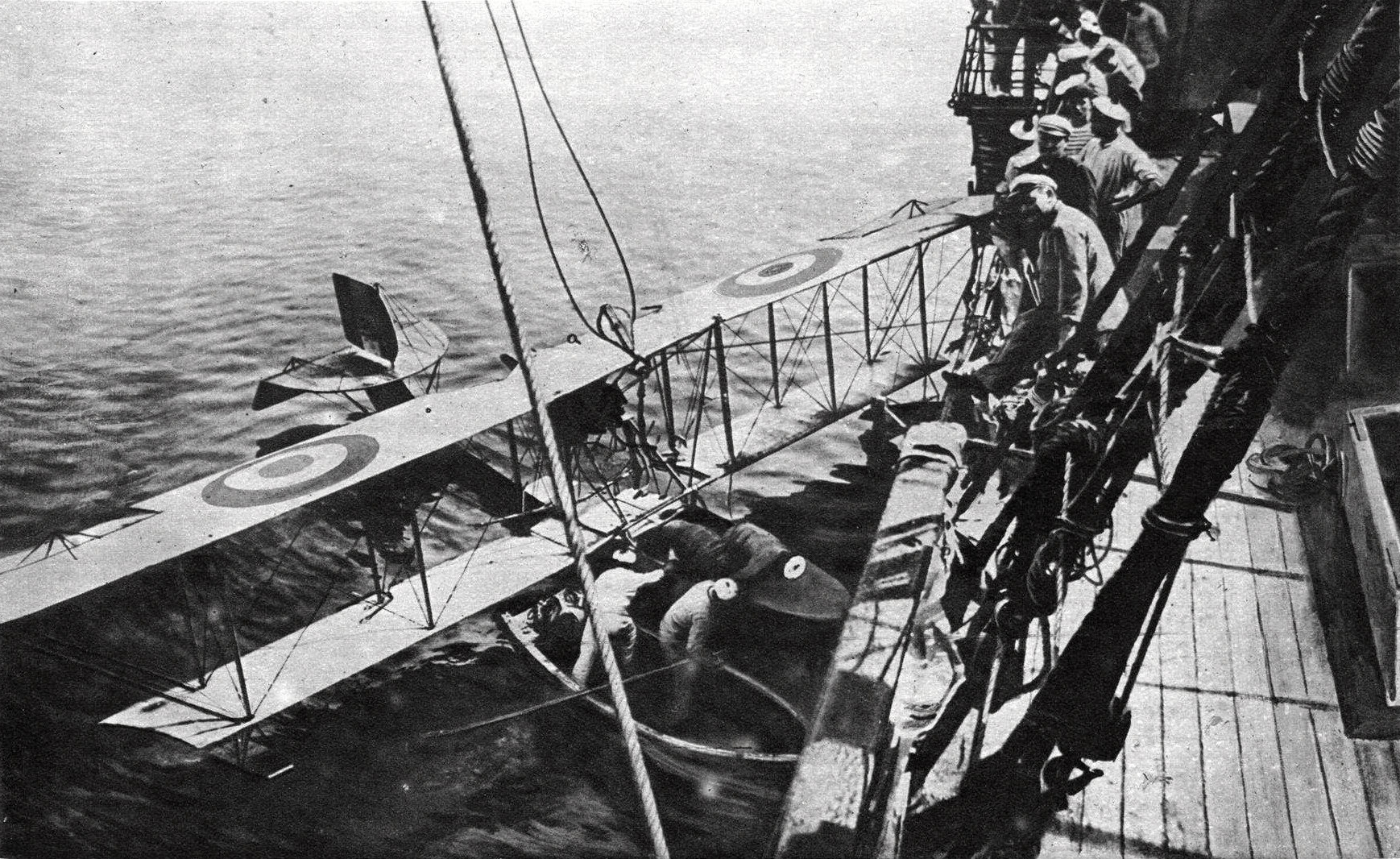
Un des nombreux hydravions de lutte contre les sous-marins en 1918.

L’heure est venue de changer en 1917 le dispositif de défense mis en place en août 1914.
L'état-major français sait désormais que la Hochseeflotte, la flotte impériale allemande, ne sortira pas de ses ports pour un affrontement majeur. L’état-major de l’empereur Guillaume estime, depuis la bataille du Jutland, en mai 1916, que le pari d’une bataille navale frontale avec la Grand Fleet anglaise est trop risqué. Il a préféré une guerre psychologique.
Le danger a pris une autre forme : ce sont les U-Boots, les sous-marins allemands, qui attaquent les navires de transport, les chalutiers (souvent transformés en bateaux corsaires) et toutes les embarcations de pêche puisque la terreur est aussi une arme. Des centaines de marins français, de pêche, de commerce, ou de guerre, y perdent la vie.
La décision est donc prise côté alliés d’organiser et de protéger les convois, avec écoutes acoustiques et grenades sous-marines et de développer les défenses des ports français, qui accueillent le matériel, les vivres et bientôt les soldats américains. La Marine nationale récupère la responsabilité de la défense côtière. La France est certes moins riche en cuirassés que son alliée britannique, mais elle a joué plus tôt la carte des sous-marins. Une escadre de quinze unités est basée à Cherbourg, une seconde de huit unités à Calais.
Le vice-amiral Ronarc’h, devenu en 1916 commandant supérieur de la zone Atlantique nord, va les redéployer. Il dissout l’unité de Calais, fait venir quatre sous-marins défensifs à Brest, et transforme les autres en escadrilles de chasse. Les sous-marins ne sont pas seuls. Il y a sur mer des patrouilleurs, des chasseurs, des dragueurs, des vedettes, des torpilleurs et contre-torpilleurs. Il y a aussi des hydravions, qui repèrent et peuvent bombarder les U-Boots, des ballons dirigeables et des ballons captifs.
En juin 1917 les soldats américains arrivent à Saint-Nazaire. Deux mois plus tard, ils sont dirigés vers Brest, où ils créent leur propre base, avec leur administration, leurs bateaux et leurs hydravions. Des dizaines de milliers d’hommes s’installent durablement.

## Dispositif défensif des côtes françaises
- Calais, Abbeville, Dieppe, Le Havre : 6 hydravions, 5 ballons dirigeables, 4 ballons captifs, 6 bateaux police de navigation, 2 arraisonneurs, 4 chasseurs, 2 vedettes, 8 dragueurs, 7 torpilleurs.

- Le Havre, Cherbourg : 9 hydravions, 2 ballons dirigeables, 3 ballons captifs, 5 dragueurs, 2 arraisonneurs, 8 torpilleurs.

- Cherbourg, Granville, Saint-Malo, Saint-Brieuc : 2 chasseurs, 2 vedettes.

- Saint-Brieuc, Lannion, Brest : 4 chasseurs, 2 vedettes, poste de combat aérien.

- Brest : 12 hydravions, 2 ballons dirigeables, 8 ballons captifs, 5 dragueurs, 2 arraisonneurs, 3 bateaux police navigation, 10 torpilleurs, 6 dragueurs, 4 chasseurs, 2 vedettes.

- Brest, Lorient : 9 hydravions, 9 chasseurs, 2 arraisonneurs, 4 dragueurs, 4 chasseurs, 2 vedettes, 9 avions.

- Lorient, Saint-Nazaire : poste de combat aérien, 9 avions, 4 dragueurs, 2 arraisonneurs, 4 chasseurs, 2 vedettes.

- Saint-Nazaire, Les Sables-d'Olonne : 9 hydravions, 9 chasseurs, 2 arraisonneurs, 4 dragueurs, 4 chasseurs, 2 vedettes, 9 avions.

- Les Sables-d'Olonne : poste de combat aérien, 9 avions, 4 chasseurs, 4 vedettes.

## Source
- Service historique de la Marine, pavillon de la Reine Château de Vincennes, 94304 Vincennes cedex